# Astrocharis
Astrocharis is een geslacht van slangsterren uit de familie Astrocharidae.

## Soorten
- Astrocharis ijimai Matsumoto, 1911
- Astrocharis monospinosa Okanishi & Fujita, 2011
- Astrocharis virgo Koehler, 1904